# 小行星7084
小行星7084（英語：7084）是一颗围绕太阳公转的小行星。1991年1月19日，杉江淳在Dynic发现了此天体。
这颗小行星的绝对星等为42.28561689544013等。